# 禰寢清純
禰寢清純（日语：／ Nejime Kiyozumi，1696年—1724年4月18日）是一名日本江戶時代中期的薩摩藩武士，吉利鄉私領主禰寢家的家主。

## 生平
元祿9年（1696年），禰寢清純作為第三代藩主島津綱貴的第五子出生於江戶，母親是江田國重的女兒。起初，禰寢清雄的養子是他的實兄愛壽丸，但因藩命被指定為島津久洪的養子，因此在元祿12年（1699年），禰寢清純接替了禰寢家的家督之位。寶永元年（1704年），他在江戶的島津藩邸完成了元服禮。寶永2年（1705年），首次進入吉利領地。正德5年（1715年），擔任一番組頭及番頭之職。享保7年（1722年），與第五代藩主島津繼豐一同前往江戶，並在繼豐繼承家督時進行御禮言上儀式，期間於江戶城謁見了第八代將軍德川吉宗。
享保9年（1724年）3月25日逝世，享年29歲。家督之位由其嫡子清方繼承。

## 族譜
- 父：島津綱貴
- 母： - 側室、江田國重的女兒
- 正室：禰寢清雄的女兒
  - 長男：清方